# Mitcheldean Road and Forest of Dean Junction Railway
| Mitcheldean Road & Forest of Dean Junction Railway                 | Mitcheldean Road & Forest of Dean Junction Railway |
| ------------------------------------------------------------------ | -------------------------------------------------- |
| Brücke der Straße von Lea Bailey nach Drybrook über die Bahntrasse |                                                    |
| Streckenverlauf                                                    |                                                    |
| Streckenlänge:                                                     | 5,2 km                                             |
| Spurweite:                                                         | 1435 mm (Normalspur)                               |
|                                                                    |                                                    |

Die Mitcheldean Road and Forest of Dean Junction Railway war eine britische Eisenbahngesellschaft in Gloucestershire in England.

## Geschichte

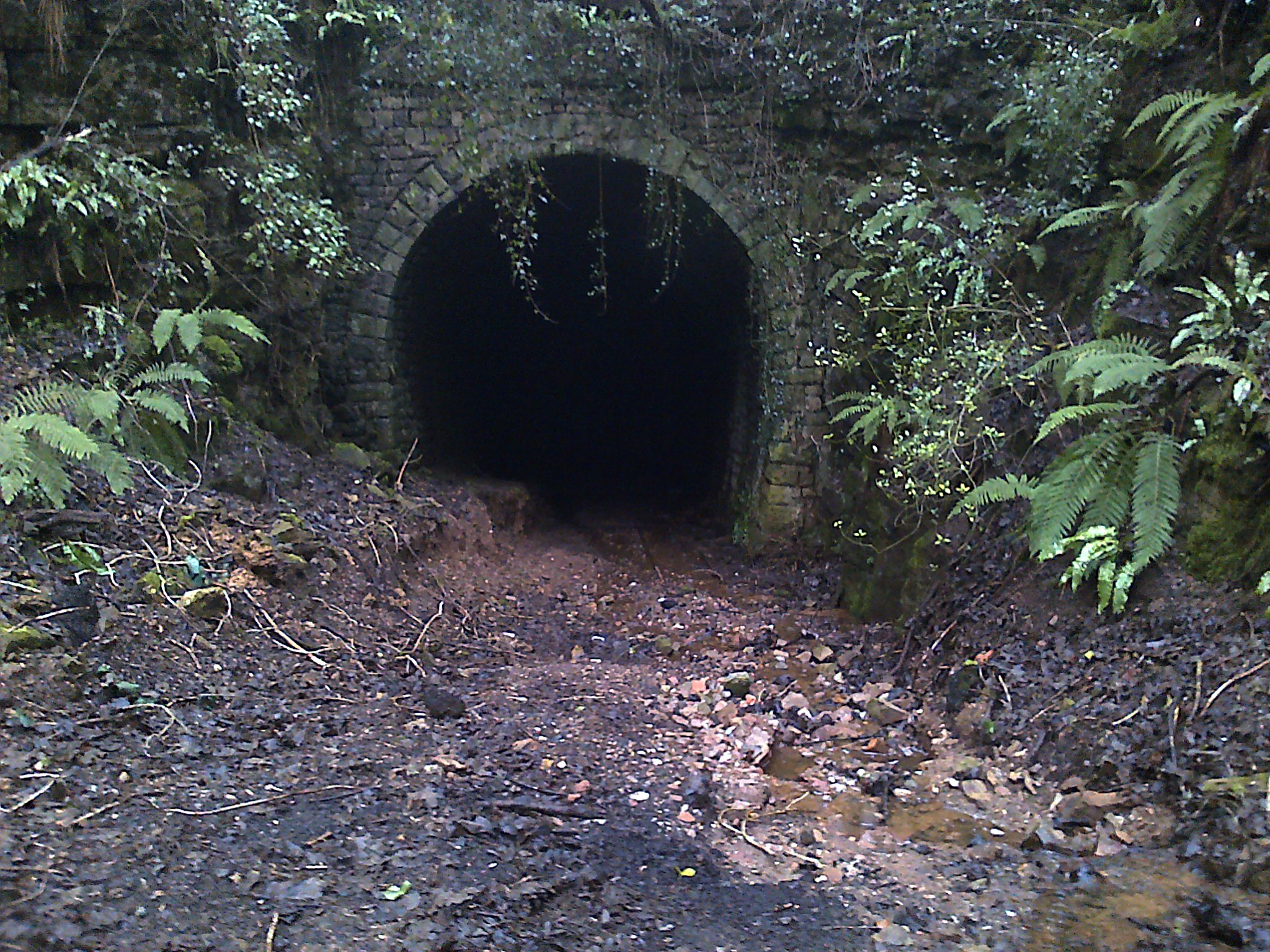
Südportal des 583 m langen Hawthorns Tunnels bei Drybrook

Die Gesellschaft wurde am 13. Juli 1871 gegründet. Die Gesellschaft erhielt die Konzession zum Bau einer  7,6 Kilometer langen Bahnstrecke vom Endpunkt der Forest of Dean Railway bei Cinderford zur Bahnstrecke der Hereford, Ross and Gloucester Railway bei Lea. Der von der Great Western Railway finanzierte Bau war weitgehend fertiggestellt, als zum 6. August 1880 die Gesellschaft von der Great Western Railway übernommen wurde. Im Juli 1885 wurden die ersten 2,8 Kilometer und am 4. November 1907 der Abschnitt bis Drybrook in Betrieb genommen. Der Rest der Strecke blieb ungenutzt.